# Тауфа’ахау Тупоу IV
Тауфа’ахау Тупоу IV (тонг. Taufa’ahau Tupou IV) (4 июля 1918 — 10 сентября 2006) — король Тонга (1965—[2006). 

## Биография
Тауфа’ахау Тупоу IV родился 4 июля 1918 года в королевском дворце в столице Тонга городе Нукуалофа. 13 октября того же года он был крещён под именем Сиаоси Тауфа’ахау Тупоулахи (тонг. Siaosi Taufa'ahau Tupoulahi). Начальное образование получил в Уэзлийской начальной школе города Нукуалофа. Затем, в 1927 году, поступил в колледж Тупоу, среднюю школу для мальчиков (тогда ему было 9 лет). В следующем году Тауфа’ахау впервые в своей жизни посетил Австралию.
Сдав удачно выпускные экзамены, будущий наследник трона выиграл стипендию на обучение в Ньювингтон-Колледже в городе Сидней (Австралия). Во время учёбы в Австралии королева Салотое в январе 1938 года наделила его титулом Тупоутоа (титул принцев Тонга). В 1941 году во время обучения в Сиднее умер отец Тауфа’ахау — Тунги Маилефихи. В декабре следующего года Тауфа’ахау вернулся домой, получив диплом юриста и искусствоведа Сиднейского университета (он стал первым тонганцем, закончившим университет).

## Политическая карьера
В 1943 году Тауфа’ахау в возрасте 24 лет был назначен министром образования Королевства Тонга. На посту министра образования принц провёл ряд реформ, способствующих распространению грамотности среди жителей островов, а также провел реформу тонганского алфавита. Одновременно он содействовал строительству новых школ, открытию и восстановлению больниц и других социальных учреждений. В 1945 году Тауфа’ахау начал программу финансирования образования за рубежом, которая предусматривала получение тонганцами высшего учебного образования в других странах. В том же году Тауфа’ахау стал министром здравоохранения и получил титул своего отца — Тунги.
В 1949 году был назначен премьер-министром страны, а также министром иностранных дел. C 1964 года редактировал правительственную газету.

## Монарх
После смерти королевы Салоте Тупоу III Тауфа’ахау 16 декабря 1965 года вступил на престол, а спустя два года 4 июля 1967 был коронован под именем Тауфа’ахау Тупоу.
В последние годы из-за проблем со здоровьем Тауфа’ахау Тупоу IV передал многие свои обязанности наследному принцу. Умер в 23:34 по местному времени в больнице «Милосердия» в Окленде (Новая Зеландия) 10 сентября 2006 году в возрасте 88 лет. Большую часть этого года он лечился в Новой Зеландии и в последний раз был на своей родине в начале июля.
При Тауфаахау Тонга поддерживала прагматично-тёплые отношения с СССР, который он посещал в 1987 году.

## Король-тяжеловес
Тауфа’ахау Тупоу IV известен был также как один из крупных монархов мира: при росте более 2 метров его вес достигал 150—170 кг. Однако в 1976 году он вошёл в книгу рекордов Гиннеса как самый тяжелый монарх мира, когда его вес достиг 209,5 кг. С этого момента монарх значительно снизил свой вес. Во время интервью 1985 году Тауфа’ахау так объяснил способ своего похудения:
Я считаю, что я могу контролировать свой вес довольно легко, просто есть много супа
В 2002 году вес короля вновь стал в центре главных событий страны. Тауфа’ахау Тупоу IV потерял возможность нормально спать и передвигаться. Король пошёл на решительные меры: не только сел на жёсткую диету, но и стал регулярно делать физические упражнения. Его примеру последовали многие жители островов. В одном из интервью Тауфа’ахау заявил: Я чувствую себя получше, я уже могу ходить и даже забираться на ступеньки. И ещё я лучше сплю.

## Личная жизнь
10 июня 1947 года женился на будущей королеве Халаевалу Матаахо (тонг. Halaevalu Mata'aho). От брака родилось четверо детей, старший из которых, после смерти Тупоу IV, наследовал престол под именем Джордж Тупоу V.
В свободное время монарх любил читать книги по истории (особенно военной), а также читать биографии великих людей и выезжать на рыбалку на  яхте Titilupe. Тауфа’ахау Тупоу IV умел играть на гитаре и балалайке. По данным СМИ, вторым инструментом он овладел после посещения СССР.

## Память
Смерть Тауфа’ахау Тупоу IV воспринята жителями королевства как личная трагедия. Около королевского дворца была установлена бронзовая статуя короля. При этом часть денег была собрана жителями по подписке.

## Интересные факты
- Тауфа’ахау Тупоу IV — кавалер ордена Британской империи.
- Одним из хобби Тауфа’ахау Тупоу IV было коллекционирование балалаек.
- У Тауфа’ахау Тупоу IV был придворный шут Джесси Богдонофф (по его словам, единственный в современном мире), который одновременно исполнял обязанности финансового советника короля. Финансовые операции Богдоноффа нанесли ущерб казне в размере 26 млн. долларов, что соответствовало приблизительно половине годового дохода страны и спровоцировало правительственный кризис[8].